# Göte Wilhelmson
Gustaf Göte Wilhelmson, född 10 januari 1929 i Åmål, Dalsland, död 10 januari 2024 i Stockholm, var en svensk kompositör, kapellmästare, musikproducent och musiker (dragspel, piano).
Han var även verksam under pseudonymen "Per Levin". Han var gift med vokalisten Lily Berglund från 1956 till hennes död 2010.

## Biografi
Wilhelmson började spela dragspel som fyraåring och debuterade i radio som femåring. Han inledde sin yrkesverksamma period som musiker i radioserien Vårat gäng där han var medlem 1945–1948, därefter spelade han piano i Thore Ehrlings orkester. Han bildade en egen orkester 1954 som var verksam fram till 1964. Han var även inspelningschef på skivbolagen Karusell och Philips/Phonogram.

## Filmografi

### Roller
- 1943 – Kajan går till sjöss – Göte
- 1953 – Resan till dej – musiker

### Musik
- 1963 – Protest

## Teater

### Roller
| År   | Roll | Produktion                        | Regi        | Teater                |
| ---- | ---- | --------------------------------- | ----------- | --------------------- |
| 1938 |      | Revolution i kåksta'n Ernst Berge | Sigge Fürst | Vanadislundens teater |